# Federação Maranhense de Futebol
De Federação Maranhense de Futebol (Nederlands: Voetbalfederatie van Maranhão) werd opgericht op 11 januari 1918 en controleert alle officiële voetbalcompetities in de staat Maranhão. De federatie vertegenwoordigt de voetbalclubs bij de overkoepelende CBF en organiseert de Campeonato Maranhense en Copa União do Maranhão. 
Acre · Alagoas · Amapá · Amazonas · Bahia · Ceará · Espírito Santo · Federaal District · Goiás · Maranhão · Mato Grosso · Mato Grosso do Sul · Minas Gerais · Pará · Paraíba · Paraná · Pernambuco · Piauí · Rio de Janeiro · Rio Grande do Norte · Rio Grande do Sul · Rondônia · Roraima · Santa Catarina · São Paulo · Sergipe · Tocantins